# قارچ‌های جوانه‌ای
قارچ‌های جوانه‌ای (نام علمی: Blastocladiomycota) نام یک شاخه از فرمانرو قارچ است.